# 105 Miami
105 Miami è un programma radiofonico in onda nei weekend su Radio 105 dagli studi di Miami e condotto da Vicky in co-conduzione col DJ americano Babalu Bad Boy, mentre la regia è curata da DJ Erasmo. All'interno del programma ci sono varie rubriche, tra cui una co-condotta dalla guida turistica di Miami Federica Cattani. I mini mixati riprodotti ad ogni inizio ora, invece, sono realizzati da Thomas Beringher.
La trasmissione va in onda dal 3 luglio 1998 originariamente col nome di 105 Miami Beach Party cambiato poi successivamente nell'attuale 105 Miami. Anche gli studi sono cambiati nel tempo, infatti, inizialmente il programma veniva trasmesso dagli studi americani situati presso il Marlin Hotel all'interno del South Beach Studios, poi spostati nel 940 in Lincoln Road, nella Suite 215 nel Sony Building e dal 2013 nella nuova sede nel Wynwood di Miami.
Il programma consiste in un talk show radiofonico durante il quale vengono proposte notizie, novità e curiosità direttamente dagli Stati Uniti e in particolare da Miami, dove è presente una forte comunità italiana. Nel corso del programma, vengono trasmesse generalmente canzoni dance, tech house, latine e hiphop più in voga nei club ed eventi Miamensi.
Durante il mese di agosto e durante il periodo natalizio, 105 Miami va in onda in diretta tutti i giorni nella fascia serale.
Il programma è trasmesso dal luglio 1998, il che lo rende il radioshow più duraturo di Radio 105.

## Cronologia della formazione dello staff

### Attuale
- Vicky (1998-oggi)
- Babalu Bad boy
- DJ Erasmo (1998-oggi)
- Federica Cattani (nd-oggi)
- Thomas Beringher (Thomas Agostini) (nd-oggi)

### Ex componenti conduzione e regia
- Tony The Tiger
- Cox
- Richie Rich
- Lorenzo
- Dj Serf